# Dieletroforese
Dieletroforese (ou DEP) é um fenômeno em que uma força é exercida sobre uma partícula dielétrica quando é submetida a um campo elétrico não uniforme. Esta força não requer que a partícula esteja carregada. Todas as partículas apresentam atividade dieletroforética na presença de campos elétricos. No entanto, a intensidade da força depende fortemente do meio e das propriedades elétricas das partículas, da forma e tamanho das partículas, bem como da frequência do campo elétrico. Consequentemente, campos de uma determinada frequência podem manipular partículas com grande seletividade. Isto permitiu, por exemplo, a separação de células ou a orientação e manipulação de nanopartículas e nanofios.